# Krišjānis Barons
Krišjānis Barons (Jaunpils, 31 de octubre de 1835- Riga, 8 de marzo de 1923) fue un escritor, folclorista y lingüista letón, reconocido por su trabajo en la preservación de las canciones tradicionales del pueblo letón. La recopilación Latvju dainas («Dainas letonas»), que en 1915 incluía un total de 217.996 composiciones, es uno de los pilares del despertar nacional letón y ha sido incluida en el Programa Memoria del Mundo de la Unesco.

## Biografía

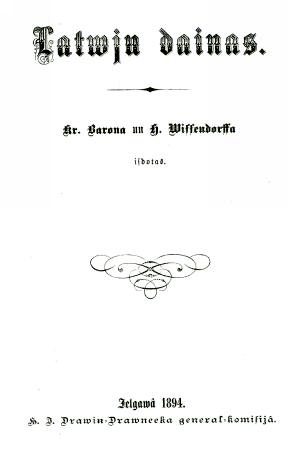
Primera edición de Latvju dainu (1894).

Barons nació el 31 de octubre de 1835 en el municipio de Jaunpils, al oeste de la actual Letonia y que entonces formaba parte del Imperio ruso. Después de completar los estudios en Ventspils y Jelgava, en 1856 se matriculó en la Universidad Imperial de Dorpat (actual Tartu) para estudiar matemáticas y astrofísica. Allí entabla contacto con la intelectualidad nacionalista letona (Jóvenes Letones) y realiza sus primeros trabajos sobre historia báltica.
En 1860 abandonó la universidad sin terminar la carrera y se marchó a San Petersburgo, donde participaría en la fundación de una publicación pionera en letón, el Pēterburgas Avīzes (1862-1865). Barons alternó la residencia en la capital imperial con Moscú, desempeñando diversos trabajos como profesor hasta 1893.
A partir de 1878, Barons comenzó a recopilar todas las canciones populares del folclore letón (daina), la gran mayoría procedentes de la tradición oral, gracias a la ayuda de mecenas como el petersburgués Henrijs Visendorfs. La primera edición de Latvju dainas («Dainas letonas») fue publicada en 1894 e incluía más de 12.800 composiciones. Desde entonces, y con la colaboración de la Academia de Ciencias de San Petersburgo, Barons se encargó de coordinar la recopilación en todas y cada una de las 218 parroquias letonas existentes. En 1915 se habían editado seis volúmenes con un total de 217.996 canciones.
Krišjānis Barons falleció el 8 de marzo de 1923, a los 87 años. El gobierno de Letonia le enterraría con honores en el Gran Cementerio de Riga. El trabajo del folclorista ha sido ampliamente reconocido; en 2001, la Unesco incluyó Latvju dainas dentro del Programa Memoria del Mundo para la preservación del patrimonio inmaterial.
Los archivos originales se encuentran en la Biblioteca Nacional de Letonia, en Riga. La capital también alberga el Museo Krišjānis Barons de folclore letón.